# 4173 Thicksten
4173 Thicksten (1982 KG1) là một tiểu hành tinh vành đai chính được phát hiện ngày 27 tháng 5 năm 1982 bởi Carolyn S. Shoemaker ở Palomar.